# تشاد لوي
تشاد لوي (بالإنجليزية: Chad Lowe)‏ (و. 1968 – م) هو منتج أفلام، وممثل تلفزيوني، وممثل أفلام، ومخرج سينمائي، وممثل، من الولايات المتحدة الأمريكية، ولد في دايتون، أوهايو.

## وصلات خارجية
- تشاد لوي على موقع IMDb (الإنجليزية)
- تشاد لوي على موقع ألو سيني (الفرنسية)
- تشاد لوي على موقع تيرنر كلاسيك موفيز (الإنجليزية)
- تشاد لوي على موقع أول موفي (الإنجليزية)
- تشاد لوي على موقع قاعدة بيانات الأفلام السويدية (السويدية)
- تشاد لوي على موقع إن إن دي بي (الإنجليزية)
- تشاد لوي على موقع قاعدة بيانات الفيلم (الإنجليزية)
- تشاد لوي على موقع كينوبويسك (الروسية)